# グレゴリー・ウォルコット
グレゴリー・ウォルコット（Gregory Walcott, 1928年1月13日 - 2015年3月20日）は、アメリカ合衆国の俳優である。エドワード・D・ウッド・Jr.が1959年に制作したSF失敗作『プラン9・フロム・アウタースペース』に主演したことで最もよく知られている。

## 若年期・経歴
バーナード・マトックス（Bernard Mattox）を本名とするウォルコットは、1928年1月13日、ノースカロライナ州のウェンデルに生まれ、同州のウィルソンで育った。 アメリカ陸軍に所属した後に、映画『愛欲と戦場』に教練教官 (Drill instructor) として出演し、そして1955年に戦争を主題とした名作『ミスタア・ロバーツ』では憲兵役でヘンリー・フォンダと共演の後、『ミッドウェイ』にも登場した。
ウォルコットは多数のテレビシリーズに登場しており、その多くは西部劇の『ボナンザ』（7回出演）、『マーベリック』、『幌馬車隊、『アリゾナ警備隊26人の男』、『ララミー牧場』、『ライフルマン』などで、『ローハイド』でのいくつかのエピソードへの出演によりクリント・イーストウッドとの長きにわたる共演が始まった。ウォルコットはイーストウッドの映画『サンダーボルト』、『アイガー・サンクション』、『シノーラ』、および『ダーティファイター』で役柄を得ている。
また、1961年から翌年までNBCのテレビシリーズ『87分署シリーズ』にロジャー・ハヴィランド三級刑事として出演していた。ウォルコットは『ダラス』や『ジェシカおばさんの事件簿』を含む多くの人気テレビシリーズにゲスト出演を繰り返す。
その他の映画での仕事は、ダニー・ケイとのコメディ『ダニー・ケイの替え玉作戦』やリー・マーヴィン主演の暴力ドラマ『ブラック・エース』、また24歳のスティーヴン・スピルバーグが監督した追跡劇『続・激突!/カージャック』が挙げられる。ウォルコットは、主演のサリー・フィールドがオスカー像を獲得した1979年の映画『ノーマ・レイ』で保安官役を演じた。また彼は、ティム・バートン監督、ジョニー・デップ主演の1994年の伝記映画『エド・ウッド』でカメオ出演に快く応じている。
ウォルコットは『プラン9』への出演を長い間後悔していたが、2000年9月10日の『ロサンゼルス・タイムズ』のインタービューに、「何かで覚えられているほうが何もないよりずっとましだと思わないかい?」と答えている。
2015年3月20日、老衰により自宅で死去。87歳没。

## 主な出演作品

### 映画
| 公開年 | 邦題 原題                                                 | 役名                           | 備考           |
| ------ | --------------------------------------------------------- | ------------------------------ | -------------- |
| 1952   | 赤い空 Red Skies of Montana                               | ランディ・オニール             | クレジットなし |
| 1952   | 壮烈第一海兵隊・向う見ず海兵隊 Battle Zone                | 小銃手                         | クレジットなし |
| 1952   | 決戦攻撃命令 Above and Beyond                             | バーンズ                       | クレジットなし |
| 1955   | 愛欲と戦場 Battle Cry                                     | ジム・ベラー                   |                |
| 1955   | 荒野の貴婦人 Strange Lady in Town                         | スカンロン                     |                |
| 1955   | ミスタア・ロバーツ Mister Roberts                         | 沿岸警備隊                     |                |
| 1955   | マッコーネル物語 The McConnell Story                      | 第一憲兵                       |                |
| 1955   | 軍法会議 The Court-Martial of Billy Mitchell              | ハワード・ミリカン             | クレジットなし |
| 1956   | スカートをはいた中尉さん The Lieutenant Wore Skirts       | スウィーニー                   |                |
| 1956   | 早射ち二連銃 Thunder Over Arizona                         | マーク・ウォーレン             |                |
| 1958   | ならず者の街 Badman's Country                             | バット・マスターソン           | 日本劇場未公開 |
| 1959   | プラン9・フロム・アウタースペース Plan 9 from Outer Space | ジェフ・トレント               |                |
| 1961   | ダニー・ケイの替え玉作戦 On the Double                    | ロック・ハウストン             |                |
| 1961   | 硫黄島の英雄 The Outsider                                 | カイリー                       |                |
| 1963   | ニューマンという男 Captain Newman, M.D.                   | ハワード                       |                |
| 1969   | 青春の光と影 Changes                                      | ビジネスマン/インタビュアー    | クレジットなし |
| 1972   | ブラック・エース Prime Cut                                | ウィーニー                     |                |
| 1972   | シノーラ Joe Kidd                                         | ミッチェル保安官               |                |
| 1972   | 自転車紳士西部を行く Man of the East                      | ブル・シュミット               | 日本劇場未公開 |
| 1973   | ラスト・アメリカン・ヒーロー The Last American Hero       | クレイヴ・モーリー             |                |
| 1974   | 続・激突!/カージャック The Sugarland Express              | アーニー・マッシュバーン巡査   |                |
| 1974   | サンダーボルト Thunderbolt and Lightfoot                  | 中古車セールスマン             |                |
| 1975   | アイガー・サンクション The Eiger Sanction                 | ポープ                         |                |
| 1976   | ミッドウェイ Midway                                       | エリオット・バックマスター大佐 |                |
| 1978   | ダーティファイター Every Which Way but Loose              | パットナム                     |                |
| 1979   | ノーマ・レイ Norma Rae                                    | ラマー・ミラー                 |                |
| 1987   | タイムトラぶラー House II: The Second Story               | 保安官                         |                |
| 1994   | エド・ウッド Ed Wood                                      | 後援者                         | カメオ出演     |

### テレビドラマ
| 放映年    | 邦題 原題                                                  | 役名                                          | 備考                                                               |
| --------- | ---------------------------------------------------------- | --------------------------------------------- | ------------------------------------------------------------------ |
| 1956      | シャイアン Cheyenne                                        | ルー・グレイ                                  | シーズン1 第6話 "The Travelers"                                    |
| 1956      | 青春ぶらんこ The People's Choice                           | ストーン・ケニヨン                            | 2エピソード                                                        |
| 1956      | ドクター・クリスチャン Dr. Christian                       | マイケル・ヒギンズ                            | シーズン1 第6話 "Michael Higgins"                                  |
| 1957-1960 | 早撃ち保安官 Tombstone Territory                           | バート・タガート/ポーカープレイヤー           | 2エピソード                                                        |
| 1957-1960 | 幌馬車隊 Wagon Train                                       | ジェファーソン・ミラー/ジョン・ドーソン       | 2エピソード                                                        |
| 1958      | アリゾナ・トム Sugarfoot                                   | デューク・マクリントック                      | シーズン1 第10話 "Bullet Proof"                                    |
| 1958      | アリゾナ警備隊26人の男 26 Men                              |                                               | 2エピソード                                                        |
| 1958-1959 | ライフルマン The Rifleman                                  | シド・ハルパーン/ブレイド・ケルビー           | 2エピソード                                                        |
| 1959      | 百万弗貰ったら The Millionaire                             | シーマン                                      | シーズン5 第26話 "Millionaire Alicia Osante"                       |
| 1959      | ペリー・メイスン Perry Mason                               | ビル・ジョンソン                              | シーズン2 第23話 "The Case of the Howling Dog"                     |
| 1959      | トラックダウン Trackdown                                   | クリフ・ドビー                                | シーズン2 第33話 "The Vote"                                        |
| 1959      | 億万長者と結婚する法 How to Marry a Millionaire            | Second Policeman                              | シーズン2 第6話 "Gwen's Secret"                                    |
| 1959      | マーベリック Maverick                                      | コール・ヤンガー                              | シーズン3 第7話 "Full House"                                       |
| 1959      | バーボン・ストリート Bourbon Street Beat                   | アル・ダフティ                                | 第4話 "Woman in the River"                                         |
| 1959      | コルト45 Colt .45                                          | アート・フレッドマン                          | シーズン3 第6話 "A Legend of Buffalo Bill"                         |
| 1959      | ショットガン・スレード Shotgun Slade                       | ローソン                                      | シーズン1 第10話 "Bob Ford"                                        |
| 1959-1960 | 拳銃街道 Tales of Wells Fargo                              | 様々な役                                      | 3エピソード                                                        |
| 1960      | ディズニーランド The Magical World of Disney               | ヘンダーソン                                  | 2エピソード                                                        |
| 1960      | わんぱくデニス Dennis the Menace                           | フロイド                                      | シーズン1 第29話 "The Party Line"                                  |
| 1960      | 西部の対決 The Tall Man                                    | ジム・ロバーツ                                | シーズン1 第4話 "The Shawl"                                        |
| 1960      | 保安官ワイアット・アープ The Life and Legend of Wyatt Earp | オディ・ヒューイット                          | シーズン1 第19話 ""The Assassins""                                 |
| 1960-1961 | バット・マスターソン Bat Masterson                         | ルー/サム・ロング                             | 2エピソード                                                        |
| 1960-1961 | 胸に輝く銀の星 The Deputy                                  | ガー・ローガン/リース                         | 2エピソード                                                        |
| 1960-1963 | ララミー牧場 Laramie                                       | 様々な役                                      | 5エピソード                                                        |
| 1960-1964 | ローハイド Rawhide                                         | 様々な役                                      | 5エピソード                                                        |
| 1960-1972 | ボナンザ Bonanza                                           | 様々な役                                      | 7エピソード                                                        |
| 1961      | 海に挑む男 アクアナット The Aquanauts                      | スタン・チェニー                              | 第14話 "The Aquanauts: Niagra Dive"                                |
| 1961-1962 | 87分署 87th Precinct                                       | ロジャー・ハヴィランド                        | 30エピソード                                                       |
| 1963      | ダコタの男 The Dakotas                                     | トム・デイヴィス                              | 第5話 "Thunder In Pleasant Valley"                                 |
| 1963      | あの時この時 GE True                                       | グッドウィン                                  | 第25話 "Pattern for Espionage"                                     |
| 1966      | シェナンドー A Man Called Shenandoah                       | Sheriff Healy/Marshal                         | 2エピソード                                                        |
| 1966      | シェーン Shane                                             | フロイド・ハーモン                            | 第7話 "Day of the Hawk"                                            |
| 1966      | バークレー牧場 The Big Valley                              | ホイト・ヴァッチャー                          | シーズン2 第9話 "The Man from Nowhere"                             |
| 1967      | 西部の王者ダニエル・ブーン Daniel Boone                    | トム・ジムソン                                | シーズン4 第3話 "The Renegade"                                     |
| 1969-1970 | ハイ・シャパラル The High Chaparral                        | キャップ・ウィンスロー/トゥルースコット       | 2エピソード                                                        |
| 1971      | モッズ特捜隊 The Mod Squad                                 | クレイ                                        | シーズン3 第24話 "The Price of Love"                               |
| 1971      | 西部二人組 Alias Smith and Jones                           | サム・ブリーカー                              | シーズン2 第14話 "サンタマルタの奇跡"                              |
| 1973      | 特捜追跡班チェイス Chase                                   | スリム                                        | 第6話 "One for You, Two for Me"                                    |
| 1973      | ポリス・ストーリー Police Story                            | キャデラックの運転手                          | シーズン1 第7話 "Collision Course"                                 |
| 1973      | 少年カウボーイ The Cowboys                                 | カルペッパー                                  | 第5話 "The Avengers"                                               |
| 1975      | 大草原の小さな家 Little House on the Prairie               | スリック・マクバーニー                        | シーズン2 第4話 "父さんのホームラン"                               |
| 1975      | 透明人間 The Invisible Man                                 | 警官                                          | 第6話 "Go Directly to Jail"                                        |
| 1975      | 刑事コジャック Kojak                                       | マルコム・ケイン                              | シーズン3 第11話 "No Immunity for Murder"                          |
| 1976      | ジェミニマン Gemini Man                                    | Officer                                       | パイロット版                                                       |
| 1976      | 警部マクロード McCloud                                     | チャーリー・ワトソン                          | シーズン7 第1話 "Bonnie and McCloud"                               |
| 1977      | 600万ドルの男 The Six Million Dollar Man                   | アレックス・パーカー                          | 2エピソード                                                        |
| 1977      | 名探偵ジョーンズ Barnaby Jones                             | フォルサム                                    | シーズン6 第2話 "The Mercenaries"                                  |
| 1978      | 刑事バレッタ Baretta                                       | チャンプ・ブレナー                            | シーズン4 第13話 "I'll Take You to Lunch"                          |
| 1979      | 白バイ野郎ジョン&パンチ CHiPs                              | ダーク                                        | シーズン2 第17話 "The Matchmakers"                                 |
| 1979      | ベガス Vega$                                               | ハルフォード                                  | シーズン1 第17話 "Demand and Supply"                               |
| 1980-1990 | ダラス Dallas                                              | ジム・レッドフィールド/ジェドダイア・ジョイス | 3エピソード                                                        |
| 1981      | 爆発!デューク The Dukes of Hazzard                         | ハッチャー                                    | シーズン3 第13話 "The Legacy"                                      |
| 1984      | ダイナスティ Dynasty                                       | マークスマン                                  | シーズン4 第23話 "The Birthday"                                    |
| 1984-1991 | ジェシカおばさんの事件簿 Murder, She Wrote                 | ラマー/ウィリー/アイザイア                    | 3エピソード                                                        |
| 1985      | 超音速攻撃ヘリ エアーウルフ Airwolf                        | Brother Ahab                                  | シーズン2 第19話 "秘境のテロリスト・B-25攻撃機の突入!! ダム雷撃戦" |

## 参照
1. ↑  Downey, Mike (2000年9月10日). “When Bad Gets Good”.   latimes.com. pp. 2. 2009年9月27日閲覧。
2. ↑  エド・ウッド“史上最低映画”の主演俳優、死去 シネマトゥデイ 2015年3月23日閲覧